# Paracytheridea washingtonensis
Paracytheridea washingtonensis is een mosselkreeftjessoort uit de familie van de Cytheridae. De wetenschappelijke naam van de soort is voor het eerst geldig gepubliceerd in 1954 door Puri.